# 1672
1672 (MDCLXXII) a fost un an bisect al calendarului gregorian, care a început într-o zi de miercuri.

## Evenimente
- A început al treilea război anglo-olandez (1672-1674), între flotele navale ale Angliei și Provinciile Unite, al treilea dintr-o serie de patru conflicte armate.

## Arte, Știință, Literatură și Filozofie
- Consacrarea Mănăstirii Moisei, Maramureș, ca centru religios al românilor din această regiune.

## Nașteri
- 28 februarie: Mihály Ács (Aachs, Aács), scriitor eclesiastic evanghelic maghiar (d. 1710)
- 1 mai: Joseph Addison, scriitor englez (d. 1719)
- 9 iunie: Petru I (aka Petru cel Mare), țar al Rusiei (d. 1725)
- 7 octombrie: Ernst Ludwig I, Duce de Saxa-Meiningen (d. 1724)

- Ion Neculce, cronicar român (d. 1745)

## Decese
- 6 noiembrie: Heinrich Schütz  (n. 1585)
- 16 decembrie: Ioan Cazimir al II-lea Vasa rege al Poloniei si mare duce al Lituaniei (1648-1668) (n. 1609)
- 19 noiembrie: John Wilkins  (n. 1614)
- 19 noiembrie: Franciscus Sylvius  (n. 1614)
- 28 ianuarie: Pierre Séguier  (n. 1588)
- 4 februarie: Anne Marie Martinozzi  (n. 1637)
- 13 aprilie: Marguerite de Lorena  (n. 1615)
- 1 martie: Prințesa Marie-Thérèse a Franței  (n. 1667)
- dată necunoscută: Michał Wołodyjowski  (n. ?)
- februarie: Antonie din Popești domn al Țării Românești (n. ?)
- dată necunoscută: Piotr Marselis  (n. 1602)
- decembrie: Dionisie I, Mitropolit al Ungrovlahiei  (n. ?)